# Scleria melicoides
Scleria melicoides är en halvgräsart som beskrevs av Diederich Franz Leonhard von Schlechtendal. Scleria melicoides ingår i släktet Scleria och familjen halvgräs.
Artens utbredningsområde är Venezuela. Inga underarter finns listade i Catalogue of Life.